# 易家岭办事处
易家岭办事处，是中华人民共和国湖北省荆门市京山市下辖的一个乡级行政区，隶属于屈家岭管理区。

## 行政区划
易家岭办事处下辖以下地区：
城北社区、西城社区、东城社区、城南社区、赵坡村、三合村、梭墩村和月湖村。